# Craig Charles
 (avril 2013).
Si vous disposez d'ouvrages ou d'articles de référence ou si vous connaissez des sites web de qualité traitant du thème abordé ici, merci de compléter l'article en donnant les références utiles à sa vérifiabilité et en les liant à la section « Notes et références ».
Craig Charles Joseph, né le 11 juillet 1964, est un comédien, auteur, poète, présentateur de télévision et de radio et DJ de club anglais. Il est surtout connu pour jouer Dave Lister dans la sitcom de science-fiction britannique Red Dwarf et Lloyd Mullaney dans le feuilleton Coronation Street.

## Biographie
Charles est né dans une famille métisse de Liverpool : son père était Guyanais et sa mère était Irlandaise. Charles a un frère aîné, Dean, et un jeune frère, Emile. Il est allé à l'école avec Micky Quinn, qui est devenu footballeur professionnel. Il a étudié à la West Derby School, puis au Childwall Hall College of Further Education. Il a eu un baccalauréat en histoire sciences  politiques et littérature anglaise. Charles a remporté un concours national, organisé par The Guardian, pour un poème qu'il a écrit quand il avait 12 ans.

## Cinéma

### Doublage
- 1994 : Astérix et les Indiens : Astérix (doublage britannique)